# Championnat d'Espagne masculin de volley-ball
Le Championnat d'Espagne masculin de volley-ball, couramment appelé Superliga, est une compétition de volley-ball, organisée par la Real Federación Española de Voleibol. Il s'agit du plus haut niveau de compétition nationale.

## Historique
Le Championnat d'Espagne de volley-ball masculin existe depuis 1950. À cette époque la fédération espagnole de volley-ball est membre de la fédération espagnole de basket-ball. Elle organise la Coupe du roi puis en 1964, devenue indépendante elle organise un championnat national qui porte le nom de Campeonato Nacional de División de Honor Masculina. En 1989, le championnat est renommé Superliga après avoir porté l'appellation División de Honor entre 1983 et 1989.

## Participants (2020-2021)
- CV Palma
- CV Manacor
- CV Ibiza
- CV Emevé Lugo
- Cabo de Cruz Boiro Voleibol
- CV L'Illa Grau
- CV Almoradí
- CV Teruel
- Río Duero Soria
- CV Almería
- CV Melilla
- Guaguas Las Palmas
- Textil Santanderina
- FC Barcelone

## Palmarès
| Primera División  |                                                           |                                                           |
| 1964-1965         | Picadero JC                                               | Real Madrid                                               |
| 1965-1966         | Picadero JC                                               |                                                           |
| 1966-1967         | Hispano-Francès de Barcelone                              |                                                           |
| 1967-1968         | Hispano-Francès de Barcelone                              |                                                           |
| 1968-1969         | Atlético de Madrid                                        | Hispano-Francès de Barcelone                              |
| 1969-1970         | Atlético de Madrid                                        | Picadero JC                                               |
| 1970-1971         | Atlético de Madrid                                        | Real Madrid                                               |
| 1971-1972         | Real Madrid                                               | Atlético de Madrid                                        |
| 1972-1973         | Hispano-Francès de Barcelone                              | Atlético de Madrid                                        |
| 1973-1974         | Atlético de Madrid                                        | Real Madrid                                               |
| 1974-1975         | Atlético de Madrid                                        | Real Madrid                                               |
| 1975-1976         | Real Madrid                                               | Atlético de Madrid                                        |
| 1976-1977         | Real Madrid                                               | Atlético de Madrid                                        |
| 1977-1978         | Real Madrid                                               |                                                           |
| 1978-1979         | Real Madrid                                               |                                                           |
| 1979-1980         | Real Madrid                                               | CV Sant Cugat                                             |
| 1980-1981         | CV Palma de Majorque                                      | Real Madrid                                               |
| 1981-1982         | CV Palma de Majorque                                      | Real Madrid                                               |
| 1982-1983         | Real Madrid                                               | CV Palma de Majorque                                      |
| División de Honor |                                                           |                                                           |
| 1983-1984         | CV Palma de Majorque                                      |                                                           |
| 1984-1985         | Salesianos Atocha Madrid                                  |                                                           |
| 1985-1986         | CV Palma de Majorque                                      |                                                           |
| 1986-1987         | CV Palma de Majorque                                      |                                                           |
| 1987-1988         | CV Palma de Majorque                                      |                                                           |
| 1988-1989         | CV Palma de Majorque                                      | CV Calvo Sotelo                                           |
| Superliga         |                                                           |                                                           |
| 1989-1990         | CV Calvo Sotelo                                           | ACE Bomberos ONCE                                         |
| 1990-1991         | CV Calvo Sotelo                                           | CV Palma de Majorque                                      |
| 1991-1992         | CV Calvo Sotelo                                           | CV Andorre                                                |
| 1992-1993         | CV Calvo Sotelo                                           | CV Almería                                                |
| 1993-1994         | CV Calvo Sotelo                                           | San José de Soria                                         |
| 1994-1995         | San José de Soria                                         | CV Calvo Sotelo                                           |
| 1995-1996         | San José de Soria                                         | CV Calvo Sotelo                                           |
| 1996-1997         | CV Almería                                                | San José de Soria                                         |
| 1997-1998         | CV Almería                                                | CV Calvo Sotelo                                           |
| 1998-1999         | Numancia de Soria                                         | CV Calvo Sotelo                                           |
| 1999-2000         | CV Almería                                                | Numancia de Soria                                         |
| 2000-2001         | CV Almería                                                | Numancia de Soria                                         |
| 2001-2002         | CV Almería                                                | CV Calvo Sotelo                                           |
| 2002-2003         | CV Almería                                                | Tenerife Sur                                              |
| 2003-2004         | CV Almería                                                | Numancia de Soria                                         |
| 2004-2005         | CV Almería                                                | CV Pòrtol                                                 |
| 2005-2006         | CV Pòrtol                                                 | Numancia de Soria                                         |
| 2006-2007         | CV Pòrtol                                                 | CV Almería                                                |
| 2007-2008         | CV Pòrtol                                                 | CV Almería                                                |
| 2008-2009         | CV Teruel                                                 | CV Almería                                                |
| 2009-2010         | CV Teruel                                                 | CV Almería                                                |
| 2010-2011         | CV Teruel                                                 | CV Almería                                                |
| 2011-2012         | CV Teruel                                                 | CV Almería                                                |
| 2012-2013         | CV Almería                                                | CV Teruel                                                 |
| 2013-2014         | CV Teruel                                                 | CV Almería                                                |
| 2014-2015         | CV Almería                                                | CV Teruel                                                 |
| 2015-2016         | CV Almería                                                | CV Teruel                                                 |
| 2016-2017         | CV Palma                                                  | CV Almería                                                |
| 2017-2018         | CV Teruel                                                 | CV Almería                                                |
| 2018-2019         | CV Teruel                                                 | CV Almería                                                |
| 2019-2020         | Compétition annulée en raison de la pandémie de Covid-19. | Compétition annulée en raison de la pandémie de Covid-19. |